# エヴァン・ストーン
エヴァン・ストーン（Evan Stone, 1964年7月18日 - ）は、アメリカ合衆国で活動している俳優。アイオワ州エイムズ出身。

## 人物
2002年にポルノ女優のジェシカ・ドレイクと結婚するも、2004年に離婚。
非ポルノ作品への出演としては、2007年のテレビドラマシリーズen:The Lair（ジミー役）がある。  

## 出演作品
- アメコミヒーロー絶倫スペシャル
- レディ・スクワッド
- 速攻ヤロー Bチーク
- ドバットマン
- スーパーマン棒/SUPERMANBOW
- スパイ・ワイフ MAX
- 密林ガール2
- パイレーツ・オブ・アイランド
- サムライガール
- クッキング・ショー
- レジェンド・オブ・パイレーツ 海賊島の秘宝
- ザ・オーディション
- プリズン・エンジェルズ
- アリス・インサート・ランド
- 淫獣ハイウェイ
- オナルクラブ/性感開発バーへようこそ